# شونوالد، بایرن
شهر شونوالد، بایرن (به آلمانی: Schönwald, Bavaria) در ایالت بایرن در کشور آلمان واقع شده‌است.